# Samuel Barathay
Samuel Barathay, född den 1 juni 1968 i Vinzier i Frankrike, är en fransk roddare.
Han tog OS-brons i dubbelsculler i samband med de olympiska roddtävlingarna 1996 i Atlanta.